# Christoph Machat
Christoph Albert Machat (n. 18 ianuarie 1946, Sighișoara) este un istoric de artă german, originar din România.
După absolvirea liceului din orașul natal, Christoph Machat a început studiul electronicii la Politehnica din București, dar descoperind că este mai interesat de istoria artei, începe să studieze la Institutul de Arte Plastice, Facultatea de Istoria și Teoria Artei, unde a fost influențat de profesorul pe Vasile Drăguț.
După absolvirea facultății, lucrează ca referent pentru Transilvania la Direcția Monumentelor Istorice și de Arta din cadrul Comitetului de Stat pentru Construcții, Arhitectură și Sistematizare (CSCAS).
În 1973 emigrează în Germania Federală, unde studiază din nou și absolvă o nouă facultate (la Universitatea din Köln) și își dă doctoratul cu lucrarea Die Bergkirche zu Schäßburg und die mittelalterliche Baukunst in Siebenbürgen („Biserica din deal din Sighișoara și arhitectura Evului Mediu din Transilvania”) în 1977.
În 1992 este numit secretar-general al Comitetului Internațional pentru Arhitectură Rurală din cadrul ICOMOS („Comitetul Internațional al Monumentelor și Siturilor” sub tutela UNESCO), iar din 1995 este președinte al acestuia. Din 2001 este vicepreședinte ICOMOS Germania și din 2005 președinte al Comitetului Științific ICOMOS.
Este președinte al Comitetului Cultural al Sașilor din Transilvania.

## Lucrări
- Die Bergkirche zu Schäßburg und die mittelalterliche Baukunst in Siebenbürgen („Biserica din deal din Sighișoara și arhitectura Evului Mediu din Transilvania”), München, 1977
- Beiträge zur Siebenbürgischen Kunstgeschichte und Denkmalpflege („Contribuții la istoria artei și a conservării monumentelor istorice din Transilvania”) (red.), München, 1984
- Veit Stoss, ein deutscher Künstler zwischen Nürnberg und Krakau („Veit Stoss, un artist german între Nürnberg și Cracovia”), Bonn, 1984
- Denkmalpflege in der Praxis („Conservarea monumentelor istorice în practică”) (red.), Köln, 1984
- St. Kunibert in Köln, Neuss, 1985
- Siebenbürgische Flügelaltäre („Altare poliptice transilvane”) (red.), Thaur bei Innsbruck, 1982
- Der Wiederaufbau der Kölner Kirchen („Reconstrucția bisericilor din Köln”) (red.), 1987[3]
- Heritage at Risk 2008-2010: ICOMOS World Report 2008-2010 on Monuments and Sites in Danger (red.), Berlin, 2010[4]

## Premii și distincții
- Doctor honoris causa al Universității Babeș-Bolyai din Cluj
- Premiul de cultură Georg Dehio (2009)
- Cetățean de onoare al orașului Sighișoara[5][6]